# 蒂亞瓦亞區
蒂亞瓦亞區（西班牙語：Distrito de Tiabaya），是秘魯的一個區，位於該國南部阿雷基帕大區的阿雷基帕省，面積31.62平方公里，海拔高度2,178米，2005年人口15,043，人口密度每平方公里480人。